# Pralongo (Monastier di Treviso)
Pralongo ([pɾaˈoŋɡo] in veneto) è una frazione di Monastier di Treviso, in provincia di Treviso.

## Geografia fisica
La borgata sorge all'estremità orientale del comune (appena oltre si estende il comune di Fossalta di Piave, in provincia di Venezia), sviluppandosi lungo via Pralongo (SP 61 "Fornaci"). È inoltre attraversata dall'autostrada A4 nel tratto compreso tra i caselli di Meolo e San Donà-Noventa.

## Monumenti e luoghi d'interesse
Il Santuario della Madonna Nera risale al 1523 e in origine era intitolato alla Natività di Maria. Durante un disastroso incendio, l'icona qui venerata, raffigurante una Madonna col Bambino, finì per annerirsi e il Santuario assunse l'odierna denominazione. Ricostruito e ampliato nel 1908, conserva l'immagine della Madonna proveniente da Motta di Livenza.
Durante la Prima guerra mondiale fu adibito ad ospedale ed ospitò il noto scrittore statunitense  Ernest Hemingway.